# D.J. Newbill
Devonte Jerrell Newbill, (Filadelfia, Pennsylvania, 22 de mayo de 1992) es un jugador de baloncesto estadounidense. Con 1.93 metros de estatura, juega en las posiciones de base y escolta en el Utsunomiya Brex de la B.League japonesa. 

## Trayectoria
El jugador que puede jugar de base y escolta se formó a caballo entre Southern Miss Golden Eagles y Penn State Nittany Lions. Tras no ser drafteado, llegó a Europa en 2015 para jugar en las filas del ASVEL, donde promedió 6.7 puntos en la Pro A en la temporada 2015-16. Tras rescindir el contrato con el club francés, se marchó a Turquía para jugar en el Akhisar Belediyespor.
En la temporada 2016-17 firma con el Telenet Oostende.